# グスタフ・ザムエル・レオポルト (プファルツ＝ツヴァイブリュッケン公)
グスタフ・ザムエル・レオポルト（Gustav Samuel Leopold, 1670年4月12日 - 1731年9月17日）は、プファルツ＝クレーブルク公（在位：1689年 - 1730年）、プファルツ＝ツヴァイブリュッケン公（在位：1718年 - 1730年）。アドルフ・ヨハン1世とエリーザベト・ブラーエの末子。アドルフ・ヨハン2世の弟、スウェーデン王カール10世の甥、カール11世の従弟に当たる。

## 生涯
1689年に兄が子の無いまま没した為、プファルツ＝クレーブルク公を相続した。また、大北方戦争を戦っていた従甥のスウェーデン王兼ツヴァイブリュッケン公カール12世が1718年に戦死、ツヴァイブリュッケン公も継いだ（スウェーデン王位はカール12世の妹ウルリカ・エレオノーラが継いだ）。
1731年、グスタフ・ザムエル・レオポルトの死によってプファルツ＝クレーブルク家は断絶、プファルツ＝ビルケンフェルト家のクリスティアン3世がツヴァイブリュッケン公を相続した。
1707年に同族のプファルツ＝フェルデンツ公レオポルト・ルートヴィヒの娘ドロテアと結婚、1723年にルイーゼ・ドロテア・フォン・ホフマンと再婚したが、どちらの結婚からも子供は得られなかった。